# Пресвитерианская церковь «Новая жизнь»
Пресвитерианская церковь «Новая жизнь» (англ. New Life Presbyterian Church) — христианская деноминация в Уганде.

## История
Церковь была основана в 1986 году миссией World Harvest Mission при сотрудничестве с христианами Уганды. Первая община расположилась в Форт-Портале в 1986 году, а вторая — в 1992 году в Бундибугио. Церковь сообщает о росте числа новых церквей на западе Уганды и на границе с Конго. 

## Статистика
В 2004 году в церкви было 2 прихода и 25 домашних общин. Общее членство насчитывает 1000 человек. 

## Вероисповедание
Официальными исповеданиями церкви являются Вестминстерское исповедание веры и Апостольский символ веры. Официальные языки – рутооро, лубхвиси и руконджо.